# 합배아강
합배아강(Conciliterga 콘킬리테르가[*])은 우지류 절지동물의 멸종한 분류군으로 캄브리아기 중기에 나타났다. 삼엽충 및 다른 근연 분류군들이 속해 있는 삼엽충아문에 속한다.

## 특징 및 분류

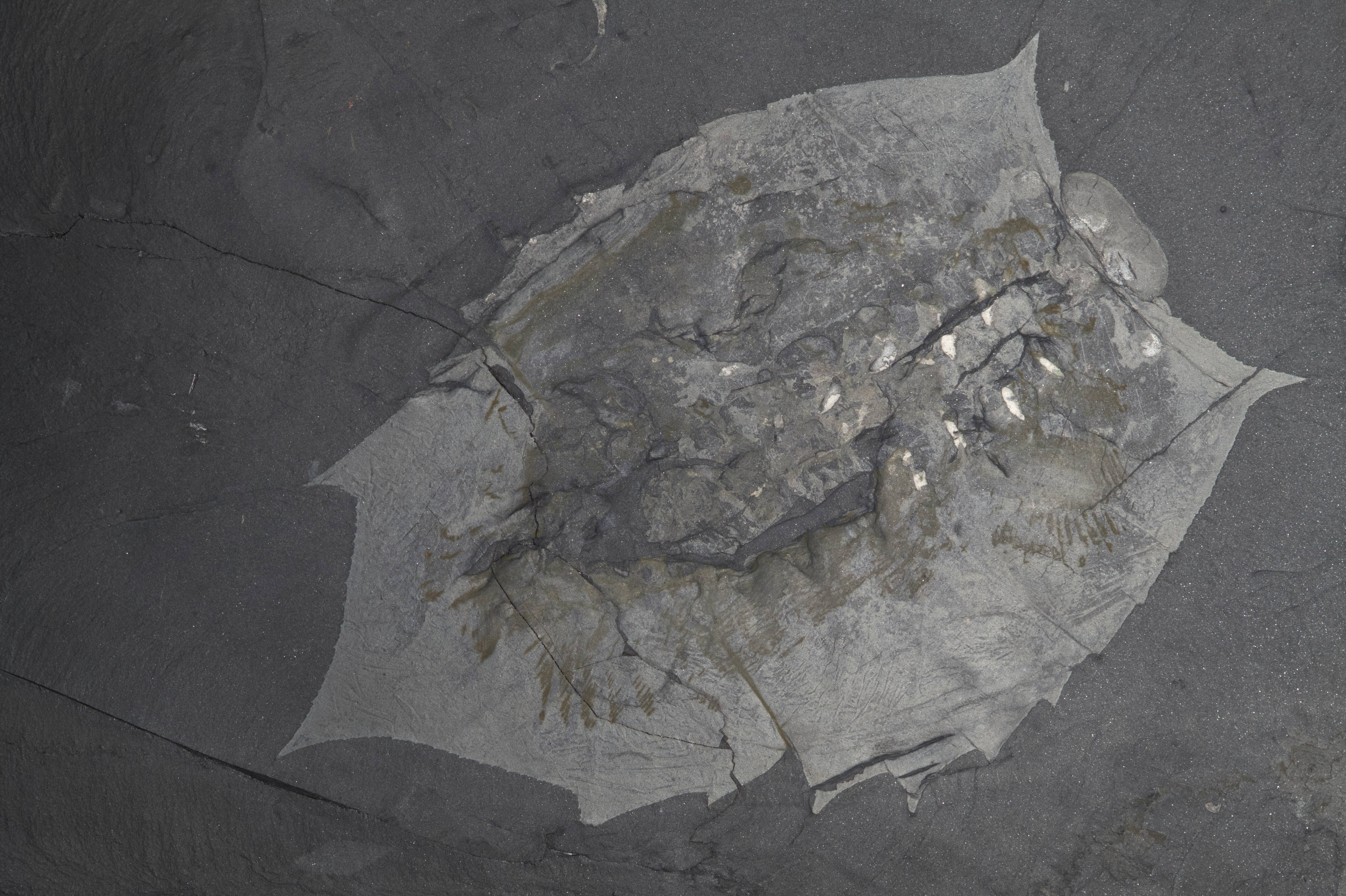
헬메티아의 완모식표본

합배아강에 속하는 동물들은 등판의 일부 또는 전체가 융합되어 있는데ㅡ 이러한 이유로 인해 분류명이 파생되었다.(라틴어 콘킬리오(→합쳐지다, concilio)와 테르굼(→등, tergum)의 합성어이다.) 대부분의 구성종들이 타원형의 몸을 가지고 있으며, 6~9개의 가슴마디와 머리방패, 그리고 등판이 불완전하게 합쳐진 커다란 꼬리방패를 들고 있다. 과거에 헬메티아목(Helmetiida)을 이루던 이 구성종들의 분기군(헬메티아, 롬비칼바리아, 쿠아마이아로만 구성되었다.)은 또한 축 영역이 없는 점, 머리의 액각판 및 근액각판, 액각판 근처의 겹눈 등 다양한 다른 특성을 가지고 있다. 거기에 더해, 더듬이 한 쌍과 함께 조잡한 안다리가 몸을 따라 늘어서 있는 일정한 이분지를 무조건 가지고 있다. 테고펠테, 사페리온, 스키올디아가 속하는 두 번째 분기군도 관찰되었다. 이 분기군은 좀 더 아랫쪽에 달린 눈과 함께 전부 융합된 등판(스키올디아는 여전히 몸 윤곽의 흔적을 보여주지만 더 원시적일 가능성이 있다.)이 특징이다, 하이펑겔라는 헬메티아와 매우 닮아 보이지만, 가장 원시적인 합배류로 배치되어, 테고펠테를 닮은 분기군에서 유달리 유래했음을 시사한다. 많은 연구에서 아글라스피스목 근처에 위치하고 있지만, 2010년 연구에서는 대신 초기 합배류로 분류하여 콰니나스피스에 포함되는 것이 명확하지는 않다. 그러나 2022년 연구에서는 대신 이를 삼엽충과 가장 가까운 친척으로 분류시켰다. 합배류의 구성종들은 주로 마오텐산 셰일와 버지스 셰일을 포함한 전 세계 일부 지역에서만 발견된다.